# Kaslik
Kaslik (ar. كسليك) – miasto w Libanie, w muhafazie Dżabal Lubnan, graniczące od wschodu z miastem Dżunija. W mieście znajduje się Katolicki Uniwersytet Ducha Świętego. Miasto jest położone 14 km na północ od Bejrutu, stolicy Libanu.